# Robbie Middleby
Robert „Robbie“ Middleby (* 9. August 1975 in Newcastle, New South Wales) ist ein ehemaliger australischer Fußballspieler und seit 2011 CEO des Newcastle United Jets FC.

## Vereinskarriere
Middleby spielte zwischen 1993 und 2004 für fünf verschiedene Klubs (Newcastle Breakers, Wollongong Wolves, Auckland Kingz, Carlton SC, Newcastle United) in der National Soccer League (NSL) und gewann mit den Wolves 2001 durch einen 2:1-Erfolg über South Melbourne FC die australische Meisterschaft. Zwischen 1996 und 1999 spielte er drei Jahre lang beim deutschen Zweitligisten KFC Uerdingen 05, kam aber nur zu insgesamt 27 Einsätzen.
Nach der Auflösung der NSL zum Ende der Saison 2003/04 unterschrieb er Anfang 2005 einen Vertrag beim neu gegründeten A-League-Klub Sydney FC. Mit Sydney gewann er den OFC Champions Cup 2005 und nahm an der FIFA-Klub-Weltmeisterschaft 2005 teil, bei der er aber nicht zum Einsatz kam. Seine erste Saison bei Sydney endete mit dem Gewinn der Meisterschaft durch einen 1:0-Sieg gegen die Central Coast Mariners, Middleby kam während der Saison unter Trainer Pierre Littbarski aber meist nur zu Teileinsätzen.
Unter dessen Nachfolger Terry Butcher entwickelte sich der auf der rechten Seite vielseitig einsetzbare Spieler zu einer Stammkraft, obwohl er früh in der Saison durch einen Schlüsselbeinbruch zwei Monate ausfiel. Von seinen Mitspielern wurde er zum Saisonende vereinsintern zum Spieler des Jahres gewählt. Bereits im Oktober 2008 wurde bekannt, dass er zur Saison 2009/10 zum Expansion Team North Queensland Fury wechseln wird. Dort beendete er seine Karriere als aktiver Fußballer.
Seit 2011 ist er geschäftsführender Vorstand des Newcastle United Jets FC.

## Nationalmannschaft
1995 nahm Middleby mit der australischen U-20-Auswahl an der Junioren-Weltmeisterschaft in Katar teil. Er stürmte dabei an der Seite von Mark Viduka und erreichte mit dem Team den Einzug ins Viertelfinale. Dort scheiterte man mit 1:2 nach Verlängerung an Portugal.
Für die Endrunde des OFC-Nationen-Pokals 2002 wurde er erstmals in die australische A-Nationalmannschaft berufen und kam im Laufe des Turniers zu insgesamt fünf Einsätzen, darunter auch bei der 0:1-Niederlage im Finale gegen Gastgeber Neuseeland. Die fünf Turnierpartien blieben Middlebys einzige Nationalmannschaftseinsätze.

## Erfolge
Vereine
- Australischer Meister: 2000/01, 2005/06
- Oceania Club Championship: (2000/01), 2004/05

Individuell
- Sydney FC Player of the Year: 2006/07